# Rana ornativentris
Rana ornativentris är en groddjursart som beskrevs av Werner 1903. Rana ornativentris ingår i släktet Rana och familjen egentliga grodor. IUCN kategoriserar arten globalt som livskraftig. Inga underarter finns listade i Catalogue of Life.